# Nissan USA
Nissan USA — крупнейшее дочернее предприятие японской автомобилестроительной корпорации Nissan. Основано в Северной Америке в 1960 году, насчитывает более 21000 сотрудников.
Компания производит и продаёт автомобили Nissan и Infiniti. Летом 2005 года компания Nissan USA переехала в Нашвилл.
В январе 2012 года компании Renault и Mitsubishi объявили, что совместно начнут производить двигатели на заводе Ниссан в штате Теннесси для Mercedes-Benz.

## Продукция
Компания Nissan USA производит полноразмерные пикапы Nissan Titan. На их базе с 2011 по 2021 год производились также фургоны серии Nissan NV. Конкурентами пикапов являются Chevrolet Silverado, Ford F-series, Toyota Tundra и Ram Pickup, а конкурентами фургонов являлись Ford E-Series и Chevrolet Express.